# Teorema cosinusului pentru triunghiuri sferice
În trigonometria sferică, teorema cosinusului (numită și regula cosinusului pentru laturi) este o teoremă referitoare la unghiurile și laturile unui triunghi sferic, analoagă teoremei cosinusului din geometria plană.

Triunghi sferic rezolvat cu ajutorul teoremei cosinusului.

Fiind dată o sferă de rază 1, un triunghi sferic pe suprafața sferei este definit de cercurile mari care conectează trei puncte A, B și C de pe sferă. Dacă lungimile laturilor triunghiului sferic sunt: a – de la B la C, b – de la A la C și c – de la A la B, iar unghiul opus laturii a este A, atunci teorema cosinusului pentru un triunghi sferic (pe care o vom demonstra mai jos) este dată de relația:
{\displaystyle \cos(a)=\cos(b)\cos(c)+\sin(b)\sin(c)\cos(A).\,}
care, prin permutări circulare se scrie și pentru celelalte două laturi:
{\displaystyle \cos(b)=\cos(a)\cos(c)+\sin(a)\sin(c)\cos(B).\,}
{\displaystyle \cos(c)=\cos(a)\cos(b)+\sin(a)\sin(b)\cos(C).\,}
Deoarece sfera are raza egală cu 1, lungimile a, b și c sunt egale cu unghiurile (în radiani) subîntinse de aceste laturi față de centrul sferei (pentru sfere care au raza ≠ 1, unghiurile sunt date de distanțele a, b și c  împărțite la rază).
Ca un caz special, pentru {\displaystyle A=\pi /2\,} avem {\displaystyle \cos(A)=0\,} și obținem analogul sferic al teoremei lui Pitagora:
{\displaystyle \cos(a)=\cos(b)\cos(c).\,}
O variație a teoremei cosinusului conduce la a doua teoremă a cosinusului pentru sferă, (numită și regula cosinusului pentru unghiuri) arătând că:
{\displaystyle \cos(A)=-\cos(B)\cos(C)+\sin(B)\sin(C)\cos(a)\,}
In care A și B sunt respectiv unghiurile din colțurile opuse laturilor a și b. Aceasta poate fi obținută prin considerarea triunghiului sferic dual celui dat.
Pentru triunghiuri sferice mici, adică unghiurile a, b și c sunt mici, teorema cosinusului pentru sferă este aproximativ egală cu cea a teoremei cosinusului din geometria plană:
{\displaystyle a^{2}\approx b^{2}+c^{2}-2bc\cos(A).\,\!}
Eroarea acestei aproximări poate fi obținută din dezvoltarea în serie Maclaurin pentru sinus și cosinus, și este de ordinul:
{\displaystyle O(a^{4})+O(b^{3}c)+O(bc^{3}).\,\!}

## Demonstrație

Triunghi sferic pentru demonstrarea teoremei cosinusului.

Fie triunghiul sferic ABC, O fiind centrul sferei de rază egală cu 1. Tangenta din punctul A la arcul AC întâlnește pe OC în E, iar tangenta din A la arcul AB întâlnește pe OB în D. Din această construcție rezultă că unghiul EAD este egal cu unghiul A din triunghiul sferic. De asemenea unghiul EOD dă măsura laturii a. Triunghiurile ADE și OED sunt plane și aplicând teorema lui Pitagora generalizată obținem:
{\displaystyle DE^{2}=AD^{2}+AE^{2}-2\cdot AD\cdot AE\cdot \cos(A)\qquad (1)}
{\displaystyle DE^{2}=OD^{2}+OE^{2}-2\cdot OD\cdot OE\cdot \cos(a)\qquad (2)}
Triunghiurile OAD și OAE sunt prin construcție dreptunghice și avem:
{\displaystyle OD^{2}=OA^{2}+AD^{2}\,}
{\displaystyle OE^{2}=OA^{2}+AE^{2}\,}
Substituind aceste relații în ecuația (2) și scăzând ecuația (1) din (2), obținem:
{\displaystyle 0=2\cdot OA^{2}+2\cdot AD\cdot AE\cdot \cos(A)-2\cdot OD\cdot OE\cdot \cos(a)}
Împărțind cu {\displaystyle 2\cdot OD\cdot OE}, obținem:
{\displaystyle \cos(a)={\frac {OA}{OE}}{\frac {OA}{OD}}+{\frac {AE}{OE}}{\frac {AD}{OD}}\cdot \cos(A)}
Din care, în final, ținând cont că triunghiurile OAE și OAD sunt dreptunghice, obținem teorema cosinusului pentru triunghiuri sferice:
{\displaystyle \cos(a)=\cos(b)\cos(c)+\sin(b)\sin(c)\cos(A)\,}
care mai poate fi scrisă și sub forma:
{\displaystyle \cos(A)={\frac {\cos(a)-\cos(b)\cos(c)}{\sin(b)\sin(c)}}}